# جيريمي هايت
جيريمي هايت (16 أكتوبر 1974 - ) (بالإنجليزية: Jeremy Hyatt)‏ هو لاعب كرة سلة أمريكي في مركز مدافع مسدد الهدف.

## وصلات خارجية
- جيريمي هايت على موقع كلية كرة السلة في سبورتس رفرنس.كوم (الإنجليزية)
- جيريمي هايت على موقع بروبوليرز (الإنجليزية)